# نبرد ورشو (۱۹۲۰)
نبرد ورشو که به معجزه در ویستولا هم شهرت دارد، درگیری نظامی میان ارتش لهستان و ارتش سرخ شوروی در نزدیکی شهر ورشو است که منجر به پیروزی قاطع نیروهای لهستانی شد.
پس از تهاجم به کیف توسط نیروهای لهستانی، در تابستان سال ۱۹۲۰ میلادی ارتش سرخ ضد حمله تابستانی خود را آغاز کرد که منجر به آشفتگی و عقب‌نشینی نیروهای لهستانی گشت. ارتش لهستان در آستانه فروپاشی قرار گرفت و ناظران انتظار یک پیروزی قاطع برای شوروی را داشتند.
نبرد ورشو در فاصله روزهای ۱۲ تا ۲۵ اوت سال ۱۹۲۰ انجام شد. در سمت شوروی فرماندهی بر عهده میخائیل توخاچفسکی یکی از مشهورترین ژنرال‌های ارتش سرخ قرار داشت و نیروهای لهستانی را ژنرال یوزف پیلسودسکی به عهده داشت. نبرد با نزدیک شدن نیروهای شوروی به شهر ورشو و دژ مودلین آغاز گشت. در ۱۶ اوت نیروهای لهستانی از سمت جنوب ضد حمله خود علیه ارتش سرخ را سازماندهی کردند که منجر به غافلگیری و سپس عقب‌نشینی سراسیمه نیروهای ارتش سرخ تا پشت رود نمان گشت. این پیروزی و چند پیروزی پس از آن منجر به معاهده صلح ریگا شد که تا سال ۱۹۳۹ مرزهای شرقی لهستان را مشخص کرد.
ولادیمیر لنین رهبر نیروهای بلشویک این را یک شکست بزرگ برای نیروهایش می‌دانست زیرا به عقیده بسیاری از تاریخ‌نگاران آن این نبرد توانست از نفوذ کمونیسم در خاک اروپا جلوگیری کند.